# Richard Völkl
Richard Völkl (* 4. Dezember 1921 in Weiden in der Oberpfalz; † 2003) war ein deutscher Pastoraltheologe und Caritas-Wissenschaftler. Richard Völkl gilt als Nestor der Caritas-Wissenschaften.

## Leben und Werk
Richard Völkl studierte nach Kriegseinsatz und Gefangenschaft im Zweiten Weltkrieg an der Philosophisch-Theologischen Hochschule Regensburg und wurde, nach seelsorglicher Tätigkeit, in München durch Richard Egenter im Fach Moraltheologie mit der Dissertation Die Selbstliebe in der Heiligen Schrift und bei Thomas von Aquin (1956) promoviert und mit der Arbeit Christ und Welt nach dem Neuen Testament (1961) habilitiert.
Richard Völkl wirkte von 1964 bis 1987 als Ordinarius am Lehrstuhl für Caritas-Wissenschaften und Christliche Sozialarbeit der Theologischen Fakultät der Universität Freiburg im Breisgau. Völkls Schwerpunkte in Forschung und Lehre lagen in der Geschichte der Theologie und Praxis kirchlicher Diakonie sowie in den theologisch-ethischen Grundlagen der christlichen Sozialarbeit in ihren gegenwärtigen Wirk- und Arbeitsfeldern. Richard Völkl lieferte vor allem Veröffentlichungen zur biblisch-ekklesiologischen Fundierung der Diakonie der Kirche sowie zu relevanten Aussagen des Neuen Testamentes, der Kirchenväter, der Theologie des Mittelalters, des Zweiten Vatikanischen Konzils und der nachkonziliaren deutschen Synoden.
Das Verdienst Richard Völkls besteht darin, die ekklesiologische Dimension der Caritas wissenschaftlich aufgewiesen und für die diakonische Praxis fruchtbar gemacht zu haben. Zuvor war die Caritas theologisch fast ausschließlich im Rahmen der Tugendlehre der Moraltheologie begründet worden. Richard Völkl lieferte richtungsweisende Beiträge zur sozial-caritativen Arbeit der Kirche, zur theologischen Begründung der Caritas, zur Weiterentwicklung der Ökumene im Bereich der Diakonie, zu Fragen der Kooperation zwischen Kirche und Sozialstaat und zu Theorie und Praxis der gesellschaftlichen und politischen Diakonie.